# Jakobselva

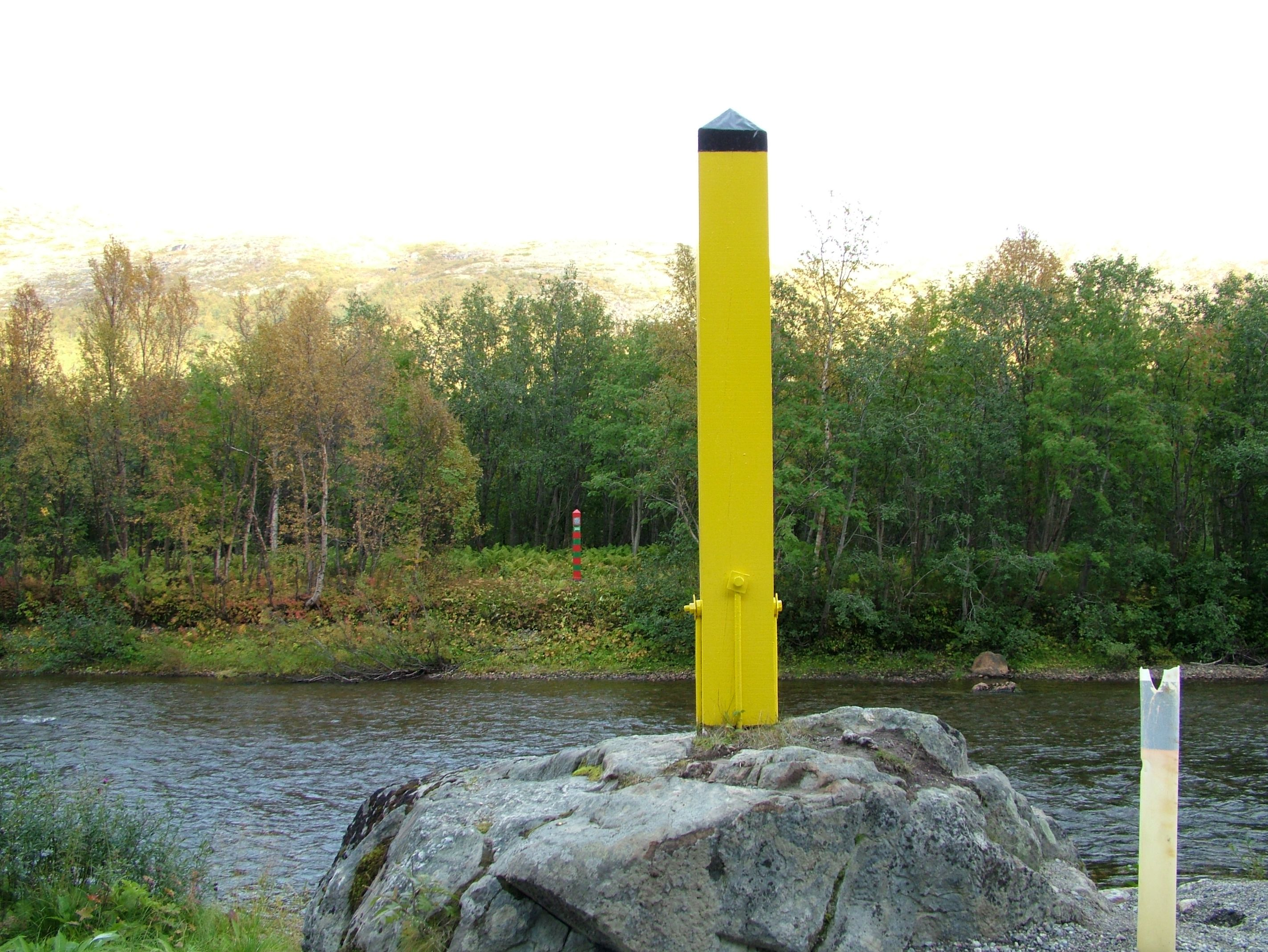
A Jakobselva folyó

A Jakobselva folyó (oroszul:Ворьема, finnül:Vuoremijoki), melynek jelentése Jakab folyója, Sør-Varanger kistérség határában, Norvégia Finnmark nevű megyéjét, illetve az Oroszországhoz tartozó Murmanszki területet elválasztó határfolyó. A folyót más néven Grense Jakobselv néven is emlegetik. A Jakobselva folyó a Barents-tengerbe ömlik Grense Jakobselv határában. 
A folyó kiváló lazacfogási lehetőséget nyújt a horgászok számára, ám, határfolyó lévén a norvég állampolgárok kizárólag a határ norvég oldalán horgászhatnak. 
A közeli Grense Jakobselv település a folyóról kapta nevét.

## Fordítás
- Ez a szócikk részben vagy egészben  a   Jakobselva (Sør-Varanger) című angol Wikipédia-szócikk ezen változatának fordításán alapul.  Az eredeti cikk szerkesztőit annak laptörténete sorolja fel. Ez a jelzés csupán a megfogalmazás eredetét és a szerzői jogokat jelzi, nem szolgál a cikkben szereplő információk forrásmegjelöléseként.

1. ↑  [247-77-1 NVE Atlas]. Norwegian Water Resources and Energy Directorate. (Hozzáférés: 2025. március 17.)
2. ↑  [247-77-2 NVE Atlas]. Norwegian Water Resources and Energy Directorate. (Hozzáférés: 2025. március 17.)
3. 1 2  [247.Z NVE Atlas]. Norwegian Water Resources and Energy Directorate. (Hozzáférés: 2025. március 17.)
4. ↑  Norgeskart. (Hozzáférés: 2020. augusztus 27.)
5. ↑  Norgeskart. (Hozzáférés: 2025. március 16.)